# آرثر د. بوند
آرثر د. بوند (بالإنجليزية: Arthur D. Bond)‏ هو شخصية أعمال أمريكي، ولد في 1902، وتوفي في 1983.